# Сајам књига у Лондону
Сајам књига у Лондону један од најзначајнијих књижевних догађаја у Европи. Одржава се једном годишње, углавном у априлу. Сајам је глобално тржиште за преговоре, права, продају и дистрибуцију садржаја преко штампе, филма и дигиталних канала. Сајам књига у Лондону је почео са радом 1971. године.

## Историја
Лондонски сајам књига се развио из библиотекарског сајма, званог "Specialist Publishers Exhibition for Librarians" који је почео са радом 5. новембра 1971. године под покровитељством Клива Бинглија и Лионела Левентала. Бингли је желео да мањим издавачима створи могућност издавања њихових наслова и управо је то био разлог оснивања SPEX-a. Будући да је изложба била успешна сарадници су одлучили да прошире свој издавачки рад. Наредна изложба је одржана новембра 1972. године. Хотел Bloomsbury Centre је био домаћин преименоване изложбе Small and Specialist Publishers Exhibition. Године 1975. иницијали LBF (London book fair) су се појавили када је Сајам преименован у SPEX'75:The London Book Fair.
Од 1977. изложба носи назив "Сајам књига у Лондону". Све до 2006. године Сајам књига у Лонону се одржавао у изложбеном центру Олимпија ( Olympia), али је исте године премештен у ExCeL Exhibition Centre. Упркос неповољним околностима у прошлости попут потешкоћа транспорта и мењања места одржавања, као и тржишна борба са другим издавачима и њиховим изложбама, Сајам је враћен у западни део Лондона 2007. године заузевши своје место у Earls Court Exhibition Centre са периодом одржавања од 16. до 18. априла. Сајам се од 2007. године редовно одржава једном годишње у Earls Court Exhibition центру. Међутим, 2015. године Лондонски сајам књига је поново одржан у Олимпији. После успеха 43. издања Сајам је наставио да се одржава у Олимпији.

## Развој
Временом су величина и значај Сајма књига у Лондону порасли, а данас се сматра за други најзначајнији европски књижевни догађај после Сајма књига у Франкфурту. Лондонски сајам је једно од најзначајнијих места окупљања издавача, излагача, новинара и књижевника. Његову, готово пола века дугу историју, одликују дела више од 25000 издавача, као и излагачи, библиотекари и новинари из више од 100 земаља, према речима Џека Томаса, директора Сајма књига у Лондону. Издавачи књига одлазе у Лондон како би промовисали своје предстојеће наслове и како би продавали и куповали помоћне књиге и права на превод за књиге других издавача.
На Сајму књига у Лондону учествује више од 1700 међународних излагача. Сајам сам по себи обухвата широк домен интересовања за издавачки рад, укључујући и правне аспекте преговарања и трговине садржинама кроз штампу, ТВ, филм и дигиталне канале, као традиционалније видове штампаног издаваштва. Читаву недељу Лондонског сајма књига одликују разне активности попут пословних састанака издавачких кућа, промоције нових наслова, најаве награда, као и многих радионица и семинара о тренутној издавачкој активности. Године 2015. у читав догађај укључена је и конференција о дигиталним издавачким мишљењима која се одржава понедељком пре главног сајма, као и образовни програм са више од 300 семинара. Од 2015. године пажња Лондонског сајма књига је такође усмерена и према индустрији видео игрица . Због развоја дигиталних технологија међу децом и млађим тинејџерима многи издавачи траже нове начине да искажу приче које би помогле читаоцима да побољшају своју интеракцију са нереалним светом и да, такође, открију нова знања из области те индустрије. 

## Награде
У оквиру сајма књига у Лондону додељује се неколико награда: LBF International Excellence Awards, The Trailblazer Awards, The UK Book Blog Awards. Ова награда, која је заслужна за одржавање партнерства са Издавачким удружењем САД-а, додељује награде издавачима у чак седамнаест категорија, које за сваку категорију додељују стручњаци из одређених области. 

### LBF International Excellence Awards
Ова награда се додељује у сарадњи са Издавачком асоцијацијом и представља једну од најзначајнијих награда Сајма књига у Лондону. Награда је намењена најбољим издавачима и блиско повезаним књижарским активностима домаћих и страних изадавача.

### The Trailblazer Awards
Награда се додељује од стране Сајма књига у Лондону у сарадњи са Заједницом младих издавача. Ова награда је креирана за циљем пружања подршке младим издавачима и подстрека њиховом издавачком раду. 

### The UK Book Blog Awards
Награда се додељује тзв. блогерима (енг. blogger), утицајнијим људима на друштвеним мрежама који својим активним радом популаризују књижевни и издавачки рад, као и публици уопште у три категорије: Book Blogger of the Year, Bookstagrammer of the Year and BookTuber of the Year. 

## "Лондонска књига"
Пројекат је покренут 2014. године са циљем промовисања књиге и писане речи. Овај догађај пружа добродошлицу свим људима који су у додиру са писањем, читањем, креирањем садржаја књига и екрана који су омогућени публици. Манифестација је базирана на пословима издаваштва и приповедања. Овај догађај траје седам дана и промовише, пре свега, приповедаштво и писану реч у целини. Овај догађај уједињује најстраственије читаоце, писце, игре, филмове у један светски веома значајан догађај.